# Lost in Paradise (canção)
"Lost in Paradise" é uma canção da banda de metal alternativo americana Evanescence. Foi lançada como download digital em 25 de maio de 2012, a música é o terceiro single do álbum auto-intitulado. Foi escrita pela vocalista Amy Lee e produzida por Nick Raskulinecz. Em 15 de julho de 2011, foi disponibilizado no MTV News uma prévia da música. Musicalmente, "Lost in Paradise" é uma balada rock que começa com um piano e os vocais de Lee antes da banda entrar em ação criando um clímax. Liricamente, foi inspirada nas lutas de vida de Lee.
A canção recebeu críticas geralmente positivas, que elogiaram os vocais de Lee com o acompanhamento do piano, e outras vezes foi destacada como uma das melhores faixas do álbum. Após o lançamento digital do Evanescence, a canção alcançou a 99º posição no ranking da Billboard Hot 100 e a nona no Rock Chart do Reino Unido. A música também alcançou a 31º, 89º e a 66º posição no Swiss Singles Chart, Canadian Hot 100, e UK Singles Chart respectivamente. A banda também adicionou a música no setlist da terceira turnê mundial, a Evanescence Tour.

## Antecedentes
"Lost in Paradise" foi escrito por Amy Lee enquanto a produção ficou por conta de Nick Raskulinecz. A música foi gravada no Blackbird Studio em Nashville, Tennessee, em 2011. Um trecho da música estreou antes do lançamento do álbum, em 15 de julho de 2011 na MTV News. Durante uma entrevista, Lee disse: "Esse é o único que nos fez chorar ... como, literalmente, aqui dentro, trabalhando nisso, houve lágrimas. Adoro essa música. Quando escrevi, não era nada, Era simplesmente uma letra, era algo só para mim. Eu estava literalmente apenas escrevendo para mim, acalmar meus próprios sentimentos, expressando-os. E eu só pensei: "Um piano, eu, estou sozinha na minha casa, E essa será a letra...... será um lado B, em algum lugar ou algo assim."
Ela descreveu ainda mais o processo de gravação da música: "[Mas] então ... enquanto trabalhávamos em outras músicas, concentrando-nos mais nas músicas de rock, continuei a escuta-la por diversão, porque era minha e enviei para o [produtor] Nick [Raskulinecz] e o disse: "eu quero que você ouça isso ... Mais quanto mais eu escuto, mais acho que isso significa alguma coisa". E ele, no mesmo instante, era como, "Nós temos que fazer essa música". E foi sua ideia trazer a banda para dentro, e no começo, eu fiquei totalmente como, "Não entendi direito isso". Mas uma vez que fizemos, apenas explodiu a coisa, e ficou bem aberta, de uma maneira que eu nunca havia pensado antes. É perfeito, é para ser assim." Lee foi para o Liberty Studios de Toronto em 22 de agosto, para visualizar cinco músicas escritas para o Evanescence, selecionadas entre trinta pessoas. "Lost in Paradise" foi uma das cinco músicas pré-visualizadas. Durante uma entrevista para a Fuse TV, em maio de 2012, a banda revelou que seria lançado como o terceiro single geral do álbum. Wind-up Records, lançou o single em 25 de maio de 2012.

## Composição

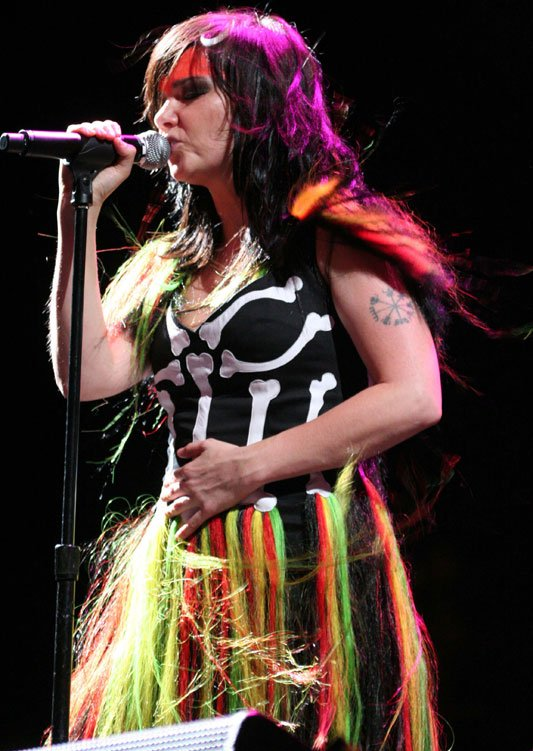
"Lost in Paradise" foi inspirada em "Jóga" (1997), da cantora islandesa Björk (foto).

"Lost in Paradise" é um rock sinfônico, com toques de piano e power ballad, inspirado pelo amor de Lee pelo Evanescence e uma reflexão pessoal, sobre suas lutas do passado. Ela revelou que depois de decidir fazer uma pausa, ela passou muito tempo com o marido e faz coisas normais em sua vida, mas ainda estava com a sensação de que ela não era "completa". Em vez disso, sentiu-se perdida e perdeu seu trabalho com a banda e o processo de redação. Mais tarde, ela decidiu escrever a música como uma desculpa para seus fãs por terem sumido, por tanto tempo. Começando com um piano e os vocais de Lee, a música desenvolve lentamente, "em camadas de cordas agitadoras, tímpano em expansão e, no clímax, alguns acordes de guitarra esporádicos", como afirmou James Montgomery da MTV News. James Montgomery da MTV News afirmou que a música teve semelhanças com a música "Jóga" (1997) pela cantora islandesa Björk, que Lee confirmou dizendo: "Essa é uma grande música inspiradora para mim. Essa é a música da minha vida e eu tenho ouvido o disco inteiro. E para mim, Björk, trabalha muito bem o estilo com as cordas, os elementos orquestrais e a paixão que cria ... isso faz com que seu coração derrame. Isso me inspirou totalmente e essa música me inspirou." Tom Goodwyn do NME, encontrou semelhanças entre "Lost in Paradise" e "My Immortal", uma música do primeiro álbum de estúdio da banda Fallen," antes de ser re-gravado com uma enorme quebra da guitarra ".

## Recepção da critica
A música recebeu críticas em sua maioria positivas dos críticos de música contemporâneos. James Montgomery, da MTV News, escreveu que a música "é um desconsolo épico e intransigente cru, uma música que quer parecer abrangente e íntima, muitas vezes ao mesmo tempo". Na sua revisão, Rick Florino do Artistdirect concluiu: "A peça central da música é o tom de balada escura e elegante. Está no 'Paradise' que a gênia Lee, flutua na vanguarda mais proeminente. Ela pinta uma imagem pungente de anseio de suas angústias:" Fomos enganados por todo esse tempo e agora estou perdida no paraíso". Em outra revisão, ele chamou a música "de balada destacada do disco". Isso foi algo ecoado por Steve Beebee do Kerrang!, onde disse que a canção é uma "balada majestosa". Dane Prokofiev, do PopMatters, disse que a música era uma das duas, juntamente com "Erase This" que "realmente pegou" a atenção dele. Edna Gundersen, do USA Today, colocou a música em sua lista de músicas para fazer um download. Mark Lepage, do The Gazette, concluiu que a intenção de Lee era escrever a música para as meninas.
Chad Grischow, do IGN, escreveu que: "Os vocais dos céus de Lee, se adequam à obsessão do álbum com a frustração emocional e a devastação de um poço de lagrimas, maduras com melodias românticas, com uma maravilhosa power ballad", onde sua voz doce no início se desperta, enquanto pede desculpas, por não ferir ao cara que acreditou nela". Lewis Corner, do Digital Spy, disse que a música" continua a tendência de uma balada clássica de rock, gótica, de setas cordas e letras de desespero e desgosto". Uma revisão mais mista para a música, foi feita por Marc Hirsh, do The Boston Globe, que escreveu que o ritmo lento da música, fornecido pelo piano e as cordas, fazia um arrastar, onde "a própria banda tem muito pouco espaço para tocar". Christa Titus, da revista Billboard, escreveu que a voz de Lee era "poderosa e flexível como sempre", em "as murmuras profundas, que introduzem "Lost in Paradise ".

## Performance nas paradas
Após o lançamento digital do álbum, "Lost in Paradise" alcançou o número 39 no Swiss Singles Chart, em 23 de outubro de 2011. No Billboard Hot 100 nos Estados Unidos, a música estreou no número 99, na a semana que terminou em 16 de outubro de 2011. Na mesma semana, alcançou as Hot Digital Songs e Canadian Hot 100 no números 53 e 89, respectivamente. A música também estreou no número nove no UK Rock Chart, na a semana que termina em 22 de outubro de 2011. Depois que a música foi lançada sozinha, estreou no número 71 na tabela austríaca de singles, na semana que terminou em 8 de junho de 2012.

## Videoclipe
Durante uma entrevista para a Fuse TV em maio de 2012, a banda confirmou que um videoclipe, para a música seria lançado. O clipe foi planejado para lançamento após o Carnival Of Madness Tours, que a banda embarcou no verão de 2012. No final da turnê, Lee perguntou aos fãs via twitter, para enviar imagens ao vivo do passeio para que ele possa fazer parte de O video. Um videoclipe foi carregado na conta oficial do YouTube, da banda em 11 de maio de 2012. O videoclipe oficial "Lost in Paradise", lançado em 14 de fevereiro de 2013, centra-se na turnê ao vivo da banda, com imagens da banda interpretando a música, filmada por fãs de todo o mundo.

## Performances ao vivo
A banda adicionou "Lost in Paradise" à set list definitiva de sua terceira turnê mundial, em apoio à Evanescence. Ao analisar uma performance da música, Rick Florino, da Artistdirect, disse: "Falando na proeza vocal, Lee alcançou o nível de grandes lendas, durante o "Lost In Paradise". Sentada em um palco central de piano, sentiu uma melodia cintilante e dolorosa, hipnótica com a criação da música, a banda atendeu completamente a balada atemporal, com um peso distinto." Serene Dominic da The Arizona Republic, escreveu:" Os maiores gritos surgiram quando o os movimentos de piano fizeram sua primeira aparição e levaram um bebê para um grande palco em "Lost in Paradise"." Joel Francis do The Kansas City Star, descreveu o desempenho da música como "fascinante". Junto com "Bring Me to Life" (2003), a música foi tocada na apresentação da banda, com uma orquestra ao vivo, para o Prêmio Nobel da Paz em Oslo, Noruega, em 11 de dezembro de 2011.

## Faixas
| Download digital |                              |         |  |
| N.º              | Título                       | Duração |  |
| 1.               | "Lost in Paradise"           | 4:43    |  |
| 2.               | "Lost in Paradise" (ao vivo) | 5:01    |  |
| 3.               | "My Immortal" (ao vivo)      | 4:25    |  |

## Paradas musicais
| Chart (2011–12)                               | Maior posição |
| --------------------------------------------- | ------------- |
| Áustria (Ö3 Austria Top 75)                   | 71            |
| Canadá (Canadian Hot 100                      | 89            |
| Estados Unidos (Billboard Hot 100)            | 99            |
| Estados Unidos (Billboard Digital Song Sales) | 53            |
| Estados Unidos (Billboard Rock Digital Songs) | 7             |
| Reino Unido (UK Rock Chart)                   | 9             |
| Reino Unido (Official Charts Company)         | 174           |
| Suíça (Schweizer Hitparade)                   | 39            |